# マイケル・ヘッジス (音響技術者)
マイケル・ヘッジス（Michael Hedges）は、ニュージーランドのサウンドエンジニアである。1990年以降に70本以上にクレジットされており、アカデミー録音賞を2度受賞している。

## 主なフィルモグラフィ
- ロード・オブ・ザ・リング/二つの塔 The Lord of the Rings: The Two Towers (2002)
- ロード・オブ・ザ・リング/王の帰還 The Lord of the Rings: The Return of the King (2003)
- キング・コング King Kong (2005)
- 第9地区 District 9 (2009)
- ラブリーボーン The Lovely Bones (2009)
- タンタンの冒険/ユニコーン号の秘密 The Adventures of Tintin (2011)
- ホビット 思いがけない冒険 The Hobbit: An Unexpected Journey (2012)
- ホビット 竜に奪われた王国 The Hobbit: The Desolation of Smaug (2013)
- アバター:ウェイ・オブ・ウォーター Avatar: The Way of Water (2022)

## 受賞とノミネート
| 賞               | 年   | 部門   | 作品名                            | 結果       |
| ---------------- | ---- | ------ | --------------------------------- | ---------- |
| アカデミー賞     | 2002 | 録音賞 | ロード・オブ・ザ・リング/二つの塔 | ノミネート |
| アカデミー賞     | 2003 | 録音賞 | ロード・オブ・ザ・リング/王の帰還 | 受賞       |
| アカデミー賞     | 2005 | 録音賞 | キング・コング                    | 受賞       |
| アカデミー賞     | 2013 | 録音賞 | ホビット 竜に奪われた王国         | ノミネート |
| アカデミー賞     | 2022 | 録音賞 | アバター:ウェイ・オブ・ウォーター | ノミネート |
| 英国アカデミー賞 | 2002 | 音響賞 | ロード・オブ・ザ・リング/二つの塔 | ノミネート |
| 英国アカデミー賞 | 2003 | 音響賞 | ロード・オブ・ザ・リング/王の帰還 | ノミネート |
| 英国アカデミー賞 | 2009 | 音響賞 | 第9地区                           | ノミネート |
| 英国アカデミー賞 | 2012 | 音響賞 | ホビット 思いがけない冒険         | ノミネート |
| 英国アカデミー賞 | 2022 | 音響賞 | アバター:ウェイ・オブ・ウォーター | ノミネート |